# 碼錶時間研究
碼表時間研究(time and motion study)又稱工作研究（work study）、工時學，在19世紀末由腓德烈·泰勒發明，主要的用途為增加勞動的時間效率。至今碼表時間研究已經成為工作衡量最常使用的方法，為科學管理的主要方法，特別適用於短期且重複性高的工作。